# Інтернет-журналістика
Інтернет-журналістика — різновид журналістики, що передбачає поширення журналістських матеріалів через мережу Інтернет. Також близькими є найменування «мережева журналістика», «вебжурналістика», «онлайн-журналістика», «дигітальна журналістика / цифрова журналістика».
У вузькому значенні інтернет-журналістикою є ті матеріали, що публікуються в онлайн-ЗМІ, тобто у мережевих версіях традиційних ЗМІ, або в самостійних онлайн-виданнях. В широкому значенні до інтернет-журналістики можуть відносити також блоги, соціальні медіа та інші засоби масової комунікації, що використовуються в Інтернеті, для позначення яких закордонні фахівці вже давно використовують термін «[соціальні медіа]».
З одного боку, інтернет-журналістика диференціювалась як четвертий вид ЗМІ, а з іншого саме онлайн-видання поєднали в собі риси всіх інших різновидів медіа.
Поняття «нові медіа», «інтернет-ЗМІ», «інтернет-медіа» зазнали відчутного впливу процесів, які унеможливили в багатьох випадках чітке й однозначне окреслення їхніх меж.
Онлайн-ресурсами називають мережеві об'єкти, до яких належать інтернет-видання, індивідуальні авторські проекти, блоги, інтернет-радіо та інтернет-ТБ, новинні агрегатори, дайджести й інші елементи інтернет-медій.
Однак поняття «інтернет-ресурс» занадто широке. Воно може виходити далеко за межі того, що заведено вважати журналістикою. Наприклад, надавати інформацію про погоду, курси валют, вмикати
електронну пошту чи навіть служити інтернет-крамницею.

## Інтернет як ЗМІ
Часто використовують фрази «Як пишуть в Інтернеті», «Інтернет стверджує» — вислови, що впродовж останніх 20 років набули рис сталих мовних зворотів. Тобто для декого Інтернет став синонімом засобів масової інформації. У сучасному журналістикознавстві питання належності Інтернету до ЗМІ остаточно не вирішене. На думку Г. Штромаєра інтернет в жодному разі не можна безумовно вважати засобом масової інформації. По-перше не всі люди використовують його як ЗМІ. Не у всіх є доступ до інтернету. Деякі дослідники говорять про те, що Інтернет загалом слід відносити до ЗМІ.
Ще в 2002 році І. Михайлин писав, що «Інтернет — новий рівень журналізму, як у технічному, так і в змістовому аспектах». Технічний аспект пов'язаний зі швидкістю поширення інформації, а змістовий — з тим, що зникають всі опосередковуючі обставини. Журналісти та люди, що виступають в ролі журналістів, напряму здійснюють свої інформаційні функції. На думку Михайлина, це сприяє максимальній об'єктивності повідомлень. [1]
Борис Потятиник про Інтернет говорить так: «По суті йдеться про нове інтегроване інформаційне середовище, яке увібрало в себе пошту, бібліотеку, періодичні видання, телебачення, радіо, телефон і навіть музей чи картинну галерею. Додаймо сюди ще віртуальний університет та електронну комерцію, щоб збагнути найголовніше: йдеться не просто про арифметичну суму старих ЗМІ. Ця сума створює принципово нове комунікаційне середовище». [2]
Д. Мак-Квейл порівнює Інтернет із медійними інституціями та пише, що він «відійшов від них вже за трьома з п'яти пунктів. По-перше, тепер він займається не лише виготовленням та поширенням повідомлень, а й нагромадженням, переробленням, обміном. По-друге, нові медіа — це інститут і особистої, і громадської комунікації, і контроль за ними залежить саме від цього. По-третє, діяльність таких медій непрофесійна, їх не організовують бюрократично, як діяльність мас-медій». На думку Д. Мак-Квейла, ці розбіжності дуже вагомі, адже підтверджують, що в нових медій така ж поширеність та доступність, як і в мас-медій. Також він зазначає, що «Інтернет поступово переймає багато функцій „традиційних“ мас-медій, наприклад, рекламу, новини та інформацію». [3]
На думку Герда Штромаєра, збільшення кількості користувачів Інтернету, послаблення «типовості» користувача всесвітньою павутиною ніяк не впливає на той факт, що Інтернет ще ніхто не використовує як «класичний» ЗМІ. [4]
Окрім того, в Інтернеті відбувається не лише безпосереднє, одностороннє спілкування одного комуніката з великою кількістю дисперсних комунікантів (схема, за якою працюють традиційні ЗМІ), а й пряма, особистісна та інтерактивна комунікація двох чи більше комунікаторів.
Тобто інтернет-журналістика є лише невеликою частиною Інтернету загалом.
М. Чабаненко вважає, що виділити Інтернет-ЗМІ можна за такими ознаками:
- наявність редакції;
- інформація на сайті організована професійно, відчувається рівняння на найкращі зразки світової журналістики;
- повідомлення мають соціально-значущий характер і можуть зацікавити масову аудиторію;
- більша частина повідомлень-власні матеріали;
- передруки з інших видань оформлені належним чином;
- використання різних журналістських жанрів;
- помітні партнерські зв'язки сайту з іншими Інтернет-ЗМІ;
- медіа-контент сайту оновлюється не рідше ніж раз на тиждень;
- достатній рівень відвідуваності або, якщо сайт новий помітною є турбота про його підвищення.

## Історія
Входження Інтернету в масовий ужиток розпочалося в першій половині 90-х рр. XX ст., до чого особливо прислужилося широке запровадження технології WWW, починаючи з 1991 р. (звідси також — вебжурналістика).
Одним з лідерів серед перших інтернет-ЗМІ став «Nando.net», ресурс американської газети «The News & Observer» (Ралі, штат Північна Кароліна), створений на початку 1990-их. За словами Стіва Єлвінгтона, «Nando.net» став першим серйозним новинним сайтом на World Wide Web. Першим онлайн-виданням, що не мало друкованої версії, став ресурс «The Electronic Trib», заснований Девідом Карлсоном у 1990 році. А «Salon», заснований у 1995 році, є одним із найвідоміших серед таких ЗМІ.
Аудиторія онлайн-ЗМІ постійно зростає. У 2008 році американські користувачі медіа вперше повідомили, що отримують новин переважно з Інтернету, а не преси. [5] Молоді люди у віці від 18 до 29 майже завжди отримують новини лише через Інтернет. [6]
Як писав ще у  2010 р. Борис Потятиник, кількість комп'ютерів з виходом в Інтернет наблизилася до півтора мільярда. Відтак Інтернет набув рис грандіозної комунікаційної структури — фактично найбільшої за всю історію людства. В епоху Інтернету кордони між пресою, радіо і телебаченням втратили колишню неприступність.
В системі медіа другої половини XX ст. телебачення посідало центральне місце. Проте в першій половині XXI ст. йому на зміну приходять нові інтегровані медіа. Уже в 90-х рр. минулого століття стало зрозуміло, що документальна відеоінформація, шоу та кінофільми зберігатимуться на потужних комп'ютерних серверах з відкритим доступом. Зрештою, і ТБ частково перемістилось у Мережу.
Інтернет-телебачення є частиною інтернет-журналістики. Навіть так звані «живі» передачі, що транслюються у режимі реального часу, вже не є чимось дивним для інтернет-простору.
Асоціація онлайн-ЗМІ(Online News Association), заснована в 1999 році, є найбільшою організацією, що представляє інтернет-журналістів. [7]

## Сучасні тенденції
Інтернет-журналістика передбачає діяльність, окреслену вимогами і стандартами журналістської професії (збір, перевірку інформації, підготовку та подачу матеріалів, організацію редакційної роботи). Будь-які інтернет-проекти, які декларують і/або на практиці підтверджують відповідність згаданим стандартам професії, є сенс зараховувати до інтернет-журналістики. При цьому важливим критерієм має бути продукування саме нової інформації. Тобто автоматичні агрегатори новин та інші пошуково-інформаційні механізми хоч і є очевидним складником засобів масової комунікації (ЗМК, ЗМІ), проте не належать до журналістики у вузькому розумінні. Шукаючи, сортуючи та акумулюючи новини, вони не продукують нової інформації.
ЗМІ, які без будь-яких змін і доповнень (додаткова текстова інформація, інтерактивність, коментування) з'являються в Мережі, не можна автоматично зараховувати до мережевої журналістики. Це традиційні ЗМІ, що лише знаходяться в Мережі, поширюють свій сигнал через комп'ютерну систему. Є велика різниця між простою трансляцією в Мережі телепрограми і телевізійним сайтом; між простою електронною копією газети в Мережі і повноцінним інтерактивним новинно-аналітичним ресурсом з можливістю архівного пошуку, коментуванням, мультимедійністю тощо.
Щомісяця в Мережі збільшується кількість інтернет-ресурсів, які, хоч і не закорінені в традиційних медіях, проте безпосередньо вишукують, перевіряють та опрацьовують первинну і цілком оригінальну інформацію, тобто беруть інтерв'ю, пишуть репортажі й аналітику. Серед таких сайтів варто згадати дуже популярний в США «ТРМ» («Talking Points Memo»). Цей ресурс започаткував ще 2000 р. Джош Маршалл, подаючи там роздобуту власноруч інформацію. Залучивши рекламу і наростивши прибутки, Маршалл отримав нагоду залучити додаткових співробітників. Сайт став настільки впливовим, що наприкінці свого першого десятиліття Джош Маршалл здобув престижну журналістську нагороду імені Джорджа Полка. Зараз ресурс є одним з найбільш відвідуваних політичних сайтів в усьому світі. Окрім блогу Маршалла, сайт має багато інших рубрик та розділів: «Журналістські розслідування», «Столиця» та ін. Традиції якісних медіа продовжує, переповнений аналітичною інформацією, діаграмами та графіками, сайт «ProPublica».

## Риси та переваги інтернет-ЗМІ порівняно з традиційними[3]
1. Відносно невисока вартість проектів
2. Відсутність часових і просторових обмежень
3. Особливе конкурентне середовище й підвищені у зв'язку з цим вимоги до контенту та оформлення;
4. Мультимедійність
5. Інтерактивність та пов'язані з нею явища, як-от масове репортерство;
6. Гіпертекстуальність;
7. Електронний архів і пов'язані з ним можливості швидкого пошуку потрібної інформації;
8. Персоналізація, пристосовування інформаційного продукту до індивідуальних потреб.
9. Значно більша ефективність реклами (вебсайт надає значно ширші можливості доступу до цільової аудиторії та спілкування з нею (опитування, вираховування онлайнової поведінки тощо).

Природа онлайнових видань, структура подачі інформації в інтернет-виданні не сприяють злиттю жанрів. Навпаки, це стимулює протилежні тенденції, зокрема нове жанрове розмежування. На першому рівні сприйняття реципієнт прагне коротких інформаційних повідомлень, заголовків, виносок. Клацнувши на тому, що його зацікавило, різні матеріали: розширену інформацію, аналітичну статтю, інтерв'ю з цього приводу, відеорепортаж.

## Критика інтернет-ЗМІ[4]

### Основні аспекти критики
1. «Паразитизм»: онлайн-видання користуються інформацією традиційних ЗМІ, не займаються репортерством. В той самий час велика кількість друкованих видань використовує ці ж інтернет-матеріали.
2. «Телевізійний» принцип роботи: спершу користувачі Інтернету були зорієнтовані на активний, самостійний і вільний пошук інформації. Проте ситуація змінилась, коли в Інтернет прийшли сотні мільйонів споживачів, чиї смаки сформувались під впливом телебачення. Вони прийшли туди з відчуттям і потребою бути кимось провадженими і «годованими». Найбільші інтернет-медіа почали готувати для мільйонів своїх споживачів «джентльменські набори» з віртуальних супермаркетів, комерційної реклами, розбавленої новинами зі сфери політики, спорту та шоу-бізнесу. Новин на вхідній сторінці зазвичай не більше, ніж п'ять, щоб не перевтомлювати споживача та не відвертати його уваги від важливіших речей, передусім реклами. Отже, комерційна мегамашина прийшла в Інтернет і майже заполонила його.
3. «Неохайність»: велика кількістю фактичних і граматичних помилок, що є платою за гіпероперативність;
4. «Смерть наративу»: руйнування здатності читача концентруватися на текстах великого обсягу. [8]

## Блоги[5]
У науковій літературі простежуємо позиції від категоричного заперечення належності блогів до сфери журналістики і до визнання їх авторськими проектами, «газетами з одним журналістом», «громадянською», «громадською» або «любительською» журналістикою. Частина ж медіа-експертів вважає блогоферу найдемократичнішим і найпопулярнішим медіа за всю історію ЗМІ.
Кількість активних блогів у світі налічує десятки мільйонів. З-поміж них є чимало таких, які претендують називатися журналістикою: вони можуть охоплювати широкий спектр тем — від політичних коментарів і новин до різноманітних захоплень (вести журналістські розслідування, подавати достовірні факти, містити інтерв'ю тощо). Вони є також важливим джерелом інформації для 68 % онлайнових журналістів.
Чимало інтернет-видань в Україні і світі (наприклад, «Українська правда» (УП), «Кореспондент», «Захід.нет») мають рубрику «Блоги». Вести її можуть і журналісти, і відомі персони з-поза меж редакцій. Блог може мати форму авторські колонки або щоденника — жанрів, які здавна практикують у традиційній друкованій періодиці. Щоправда, тут є щонайменше дві суттєві відмінності. Перша полягає в тому, що автори блогів мають персональний доступ до цього розділу сайту і публікують там матеріали у власній редакції, без втручання ззовні. Тобто внутрішньоредакційної цензури чи редагування зазвичай немає.
Друга відмінність — кількісна. Традиційна паперова газета могла собі дозволити одну-дві авторські колонки. Натомість блогерів тієї ж УП — майже півсотні. Кількісних обмежень, на відміну від традиційних ЗМІ, в інтернет-журналістиці немає.
Головне, як уже було зазначено, — дотримання професійних стандартів збору інформації і підготовки публікацій, серед яких далеко не останнє місце посідає журналістська етика.

## Агрегатори[2]
Новинні інтернет-агрегатори не відносяться до журналістики у вузькому розумінні цього слова. Проте загалом вони, подібно до дайджестів чи рефератів, є важливим складником медійної індустрії, допомагаючи аудиторії структурувати і споживати інформацію. Агрегатори, на кшталт Google News, не продукуючи жодного газетного матеріалу, використовують у своїх новинних підбірках заголовки й анотації найпопулярніших і найважливіших публікацій з різних джерел. Для того щоб прочитати весь текст, користувач переходить на відповідний вебсайт.